# Nagasaki Saints
Los Nagasaki Saints (Santos de Nagasaki) (長崎セインツ?) fueron un equipo profesional japonés de béisbol con sede en Nagasaki que participaron en la Shikoku-Kyushu Island League de Japón que jugaban en las afueras de la Prefectura de Nagasaki. El equipo fue creado como parte de una expansión de la liga en 2008. Después de la temporada 2010, el equipo anunció que no participaría en la temporada de la liga 2011.